# Società Sportiva Lazio (polisportiva)
La Società Sportiva Lazio è una polisportiva italiana di Roma.
Si tratta della più grande polisportiva d'Europa potendo vantare, al 2022, oltre 80 tra sezioni sportive e attività associate.

## Storia

### La fondazione

Luigi Bigiarelli, principale fondatore dell'allora Società Podistica Lazio.

Il consorzio sportivo fu fondato il 9 gennaio 1900 a Roma per volontà di un gruppo di giovani atleti guidati dal sottufficiale dei Bersaglieri, oltre che atleta podista, Luigi Bigiarelli.
Insieme a lui suo fratello Giacomo, Odoacre Aloisi, Arturo Balestrieri, Alceste Grifoni, Giulio Lefevre, Galileo Massa, Alberto Mesones ed Enrico Venier; ai nove fondatori si unirono successivamente Guido Annibaldi, Olindo Bitetti, Tito Masini, Raffaello Mazzolani, Tullio Mestorino e Giuseppe Valle.
La società fu originariamente chiamata Società Podistica Lazio e, il 13 gennaio successivo, vide l'approvazione dello statuto e la distribuzione delle cariche sociali. In occasione del centenario della società fu affissa una targa commemorativa a Piazza della Libertà.

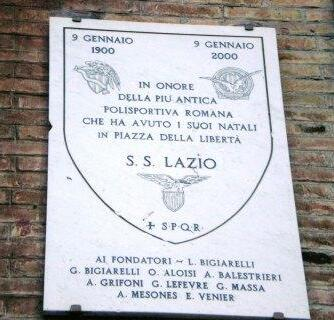
La targa a Piazza della Libertà

Secondo alcune tesi la polisportiva si sarebbe potuta chiamare Società Podistica Romana, e l'adozione del nome Lazio sarebbe stato un modo per evitare problemi di omonimia con altre polisportive concittadine (ad esempio la Società Ginnastica Roma), nonché travalicare i confini cittadini. La società, tuttavia, rivendicò la scelta della denominazione come un omaggio alla civiltà latina e alla regione storica del Latium, la culla di Roma. Dopo aver utilizzato per alcuni anni il bianco per le divise da gioco, dal 1904 il club impiegò come colori sociali il bianco e il celeste (o la sua variante azzurro). I due colori, furono adottati stabilmente dal presidente Fortunato Ballerini in omaggio ai colori della bandiera del Regno di Grecia, la patria dei Giochi olimpici istituiti proprio nel periodo della nascita della Lazio; lo stesso Ballerini era uno dei promotori dell'assegnazione alla città di Roma dei Giochi della IV Olimpiade del 1908 (poi disputati a Londra). Sempre durante la presidenza Ballerini, come simbolo viene scelta l'Aquila che, oltre ad essere uno dei simboli delle legioni romane, secondo la simbologia antica rappresenta la figura di Zeus, principale divinità del pantheon ellenico.
L'interpretazione storiografica dominante, tuttavia, è stata oggetto di parziale revisione per quanto riguarda ragioni profonde, modalità e tempistiche nella scelta del nome del sodalizio così come dei suoi colori sociali. Il valore dato al mito olimpico sarebbe successivo all'atto di fondazione. Riconducibile solo in minima parte alla figura di Fortunato Ballerini, tale intento sarebbe invece da escludere nel caso dei Fondatori. La scelta d'iscrivere esplicitamente la S.P. Lazio all'interno di un tale orizzonte simbolico sarebbe, piuttosto, il frutto di una nuova interpretazione delle vicende storiche della Società, avviata nel secondo dopoguerra con la pubblicazione della fondamentale "Storia della Lazio" edita da Mario Pennacchia nel 1969. La scelta originaria e poi istituzionale dei colori bianco-celesti, successivamente anche del simbolo dell'Aquila, pure sarebbero da riferirsi al coevo contesto sportivo: romano e fiumarolo per i gusti cromatici, legato al mondo dell'escursionismo d'alta montagna nella scelta dello stemma. Tardivo, dunque, parrebbe l'esplicito riferimento genealogico allo spirito di Roma e Grecia antiche.
Con R.D. 2 giugno 1921 n. 907, del quale furono fautori l'allora presidente generale Ballerini ed il presidente generale onorario Paolo Boselli, la società polisportiva fu eretta a ente morale in riconoscimento dell'attività dei suoi dirigenti che decisero di trasformare il proprio campo da gioco in orto di guerra allo scopo di soddisfare il fabbisogno alimentare della popolazione durante la Grande guerra. Il 19 giugno 1926 la denominazione sociale cambiò in quella attuale, Società Sportiva Lazio.

### I titoli e le vittorie
La prima competizione ufficiale alla quale parteciparono gli atleti dell'allora S.P. Lazio si svolse il 21 aprile 1900: fu il giro di Castel Giubileo. La gara consisteva in una marcia sui 20 chilometri che partiva da Porta Pia per poi arrivare a Porta del Popolo. I laziali si piazzano fra il terzo ed il sesto posto, vincono la medaglia d'oro per la categoria a squadre: è il primo trofeo vinto dalla Polisportiva biancoceleste.
I titoli italiani vinti attualmente dalla Polisportiva sono più di 80, mentre quelli individuali conquistati sono oltre 600, mentre nelle categorie minori e nei settori giovanili sono circa 1000.
Le medaglie conquistate dagli atleti del sodalizio biancoceleste in competizioni ufficiali, quali Campionati del Mondo, d'Europa e Giochi olimpici, sono numerose, basti pensare che sono 49 le medaglie d'oro vinte nel corso di queste manifestazioni sportive.

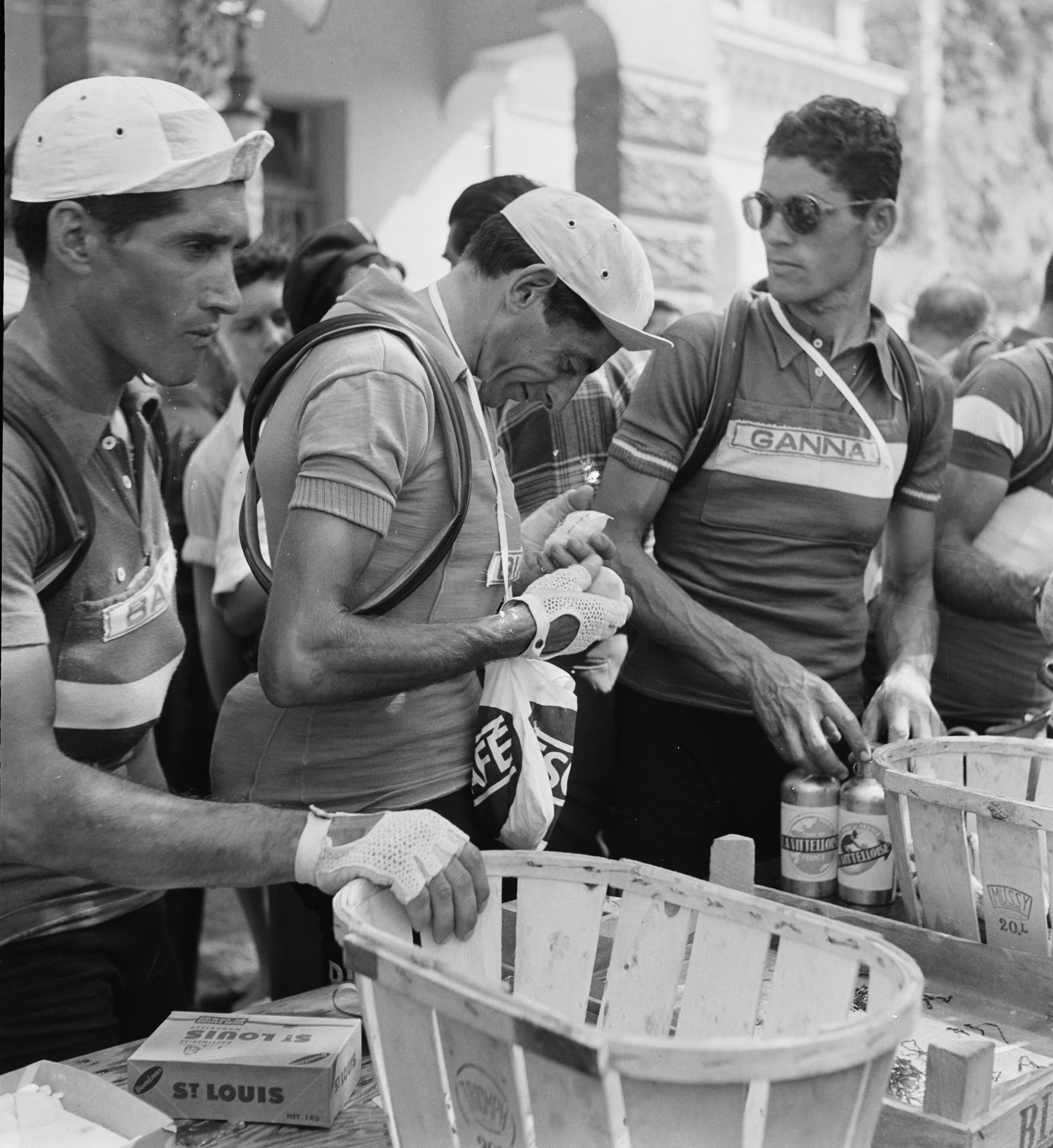
Fausto Coppi, uno degli atleti illustri che hanno fatto parte della polisportiva laziale.

Numerosi sono stati gli atleti di spicco che hanno indossato i colori biancocelesti e regalato titoli nelle varie discipline sportive, come il Campionissimo Fausto Coppi nel ciclismo, Giulio Glorioso nel baseball, Abdul Jeelani nel basket, Renzo Nostini nella scherma e Carlo Pedersoli (in arte Bud Spencer) nel nuoto.

### Presidenti generali
Di seguito è presente l'elenco completo dei presidenti generali della Polisportiva S.S. Lazio, dalla fondazione ad oggi:
- carica vacante (1900-1902)[13]
- Giuseppe Pedercini (1902-1904)
- Fortunato Ballerini (1904-1914)
- Tullo Cantoni Mamiani Della Rovere (1914)
- Gustavo Giovannoni e Leo Montecchi (1914-1915)[14]
- Fortunato Ballerini (1915-1922)
- Giorgio Bompiani (1922-1924)
- Giorgio Guglielmi (1924-1925)
- Gerardo Branca ed Olindo Bitetti (1925)[14]
- Ercole Micozzi (1925-1926)
- Nicolò Maraini (1926)
- Ettore Varini (1926-1929)
- Enrico Giammei (1929-1930)
- Francesco Stame (1930-1933)[15]
- Eugenio Gualdi (1933-1938)
- Raffaello Riccardi (1938-1939)
- Aurelio Aureli (1939-1940)
- Remo Zenobi (1940-1943)
- Tito Masini (1943-1944)[16]
- Raoul Campos (1944-1946)
- Giuseppe Rivola (1946-1949)
- Giorgio Chiarion Casoni (1949)[17]
- Remo Zenobi (1949-1952)
- Costantino Tessarolo (1952-1957)
- Antonio Cremisini (1957-1959)
- Olindo Bitetti (1959-1961)
- Leonardo Siliato (1961-1974)
- Renzo Nostini (1974-1975)[17]
- Riccardo Riva (1975-1976)
- Renzo Nostini (1976-1982)[17]
- Ruggiero Sandulli (1982-1990)
- Cesare Previti (1990-1992)
- Renzo Nostini (1992-2005)
- Antonio Buccioni (2005-)

## Struttura
La S.P. Lazio fu eretta in ente morale nel 1921.
La polisportiva biancoceleste è composta da oltre 80 tra sezioni sportive e attività associate.

Antonio Buccioni (a destra), storico dirigente laziale e dal 2005 presidente della polisportiva, qui negli anni 70 con l'allora portiere della squadra di calcio maschile, Felice Pulici.

La presidenza generale della Polisportiva S.S. Lazio è attualmente affidata ad Antonio Buccioni, dal 2005 al timone del sodalizio biancoceleste, mentre presidente generale onorario è Emmanuele Francesco Maria Emanuele.
Vice presidenti sono Federico Eichberg (vicario), Vincenzo Albini, Massimo Moroli e Gianluca Pollini.
Segretario generale è Angelo Franzè mentre il Tesoriere è Paolo Marzano; sono stati invece nominati membri del Comitato di Presidenza: Franco Anzidei, Roberto Brocco,  Mario Castrucci, Carlo Cellucci, Francesco Colandrea, Andrea Dalla Ragione, Chiara D’Arpino, Loris C. Festa, Ernesto Gremese, Paolo Ialongo, Martino Pota.
La sede ufficiale della Polisportiva S.S. Lazio, per decenni all'interno dello Stadio Flaminio, attualmente, in attesa che venga inaugurata la nuova ubicazione che sarà nel centro storico di Roma, può essere considerata nei locali del Circolo Canottieri Lazio, sito in Lungotevere Flaminio, 25.
La polisportiva biancoceleste è membro fondatore dell'European Multisport Club Association (EMCA), varata per iniziativa della S.S. Lazio a Bruxelles il 9 gennaio 2013, anniversario della fondazione del sodalizio capitolino.
In numero totale, la Società Sportiva Lazio conta circa 10 000 atleti iscritti, i quali, nel corso della storia ultracentenaria della società, hanno regalato ai colori biancocelesti numerosi titoli e medaglie. I suddetti atleti possono contare sull'apporto di 400 tecnici e altrettanti dirigenti.
Il 23 febbraio 2021, nell'anno del centenario della costituzione in ente morale della società biancoceleste, sulla base di specifica delibera del Consiglio Generale della Polisportiva S.S. Lazio viene inaugurata la nascita della ONLUS Fondazione S.S. Lazio 1900, presieduta da Cristina Mezzaroma, per promuovere attraverso iniziative sportive e culturali stili di vita centrati sulla salute e il rispetto per l'ambiente, l’inclusione e integrazione sociale contro ogni forma di discriminazione ed emarginazione, oltre al Welfare di comunità con diffusione di attività culturali di interesse sociale e con finalità educativa.

### Sezioni
Di seguito è presente l'elenco delle discipline amministrate dalla Polisportiva S.S. Lazio:
- Air gun
- Armi e Tiro
- Arrampicata sportiva
- Arti Marziali - Powerlifting
- Atletica leggera
- Attività subacquee
- Automobilismo
- Badminton
- Baseball e softball
- Basket
- Basket in carrozzina
- Beach soccer
- Bocce
- Bowling
- Bridge
- Burraco
- Caccia & Venatoria
- Calcio femminile
- Calcio maschile
- Calcio a 5 femminile
- Calcio a 5 maschile
- Calcio a 7
- Calcio a 8
- Calcio da tavolo TFC
- Calcio gaelico
- Canoa polo
- Ciclismo
- Cinofilia
- Circolo Canottieri Lazio
- Cricket
- Darts
- Equitazione
- Escursionismo
- Footgolf
- Footvolley
- Ginnastica Flaminio
- Hockey su prato
- Hockey in line
- Ippica
- Jujutsu
- K1-Rules&Muay Thai
- Karate
- Krav Maga
- Lacrosse
- Lotta
- Football americano
- Motociclismo
- Nuoto
- Padel
- Palla Tamburello
- Pallamano
- Pallavolo
- Paracadutismo
- Parapendio e Deltaplano
- Pentathlon moderno
- Pesca sportiva
- Pesistica
- Plogging
- Polo
- Pugilato
- Roller & Skate
- Rugby a 15
- Scacchi
- Scherma
- Sci
- Softair
- Spinning
- Squash
- Stand up Paddle
- Subbuteo
- Surf
- Taekwondo
- Tennis
- Tennis tavolo
- Teqball
- Tiro con l'arco
- Triathlon
- Vela
- Volo e attività di diporto e volo ultraleggero
- Walking Football
- Wing Chun

## Inno
Nel gennaio 2025 viene presentato l'inno per la Polisportiva S.S. Lazio, scritto ed interpretato dal cantautore romano Toni Malco, dal titolo Mille cuori e un'aquila, che accompagna l'ingresso in campo delle varie sezioni sportive del sodalizio biancoceleste.